# Sobralia macdougallii
Sobralia macdougallii là một loài thực vật có hoa trong họ Lan. Loài này được Soto Arenas, Pérez-García & Salazar mô tả khoa học đầu tiên năm 2002.